# Kamienica (szczyt)
Kamienica (606 m), Kamienna Góra – szczyt w południowo-wschodniej części Beskidu Andrychowskiego (Beskid Mały). Wznosi się w zakończeniu zachodniego grzbietu Zdziebla, oddzielony od niego płytką przełączką. Południowe stoki opadają do doliny Kocońki, północne i zachodnie do doliny jej dopływu.
Kamienica wznosi się w miejscowości Las w województwie śląskim, w powiecie żywieckim, w gminie Ślemień. Jest porośnięta lasem, dolna część jej południowych stoków jest jednak bezleśna, są tu pola uprawne. Dawniej Kamienna Góra była znacznie bardziej bezleśna – na zdjęciach lotniczych mapy Geoportalu widoczne są liczne i silnie już zarastające polany.